# Jaguar Mark II
De Mark II of Mk II was een vierdeurs sportlimousine, die Jaguar in 1959 uitbracht als opvolger van de Mark I, met 2,4 en 3,4 liter-motor. De carrosserie werd op enkele details verbeterd en gewijzigd. Vanaf dan waren schijfremmen op alle vier wielen standaard.
De Mark II 2.4 met een cilinderinhoud van 2483 cm³ had nu 120 pk, de 3.4 leverde 210 pk, en de nieuw bijgekomen 3.8 van 3781 cm³ leverde 220 pk. Via een vierversnellingsbak (optioneel met overdrive of drieversnellingsautomaat) werden de achterwielen aangedreven. De topsnelheid lag bij respectievelijk 155 en 195 km/h.
Tot 1967 werden 25.173 exemplaren van de 2,4 liter, 28.663 van de 3,4 liter en 30.140 van de 3,8 liter gebouwd. Tot 1969 kwamen daar nog bij 4446 stuks van de 240, 2788 stuks van de 340 (met 210 pk) en 12 met de 3,8 liter-motor (met 220 pk).
Vanaf herfst 1967 kregen de reeds een jaar eerder versoberde modellen de aanduiding Jaguar 240 en 340.
De prestaties van de 240 werden verhoogd door vervanging van de cilinderkop door die van de 'E-Type' en de dubbele Solex-carburateur door de dubbele SU-carburateur.
De 240- en 340-modellen waren herkenbaar aan de smallere bumpers. Voor de VS waren er nog enkele exemplaren van de 340 met bredere bumpers.
In mei 1960 werd Daimler Motor Company door Jaguar overgenomen. Van oktober 1962 tot midden 1969 werd vervolgens, met dezelfde carrosserie als die van de Jaguar Mark II, de Daimler 250 V8 aangeboden, maar met de motor van de Daimler SP250.
De aluminium Daimler-motor was lichter dan het gietijzeren Jaguar-blok, waardoor het gewicht op de voorwielen verlaagd werd, en waardoor het onderstuur in vergelijking met de XK gereduceerd werd bij het snelle bochtenwerk. Opvolger van de Mark II was de XJ6.